# Barichneumon condecoratus
Barichneumon condecoratus là một loài tò vò trong họ Ichneumonidae.